# سامول کاراپتیان (مؤلف)

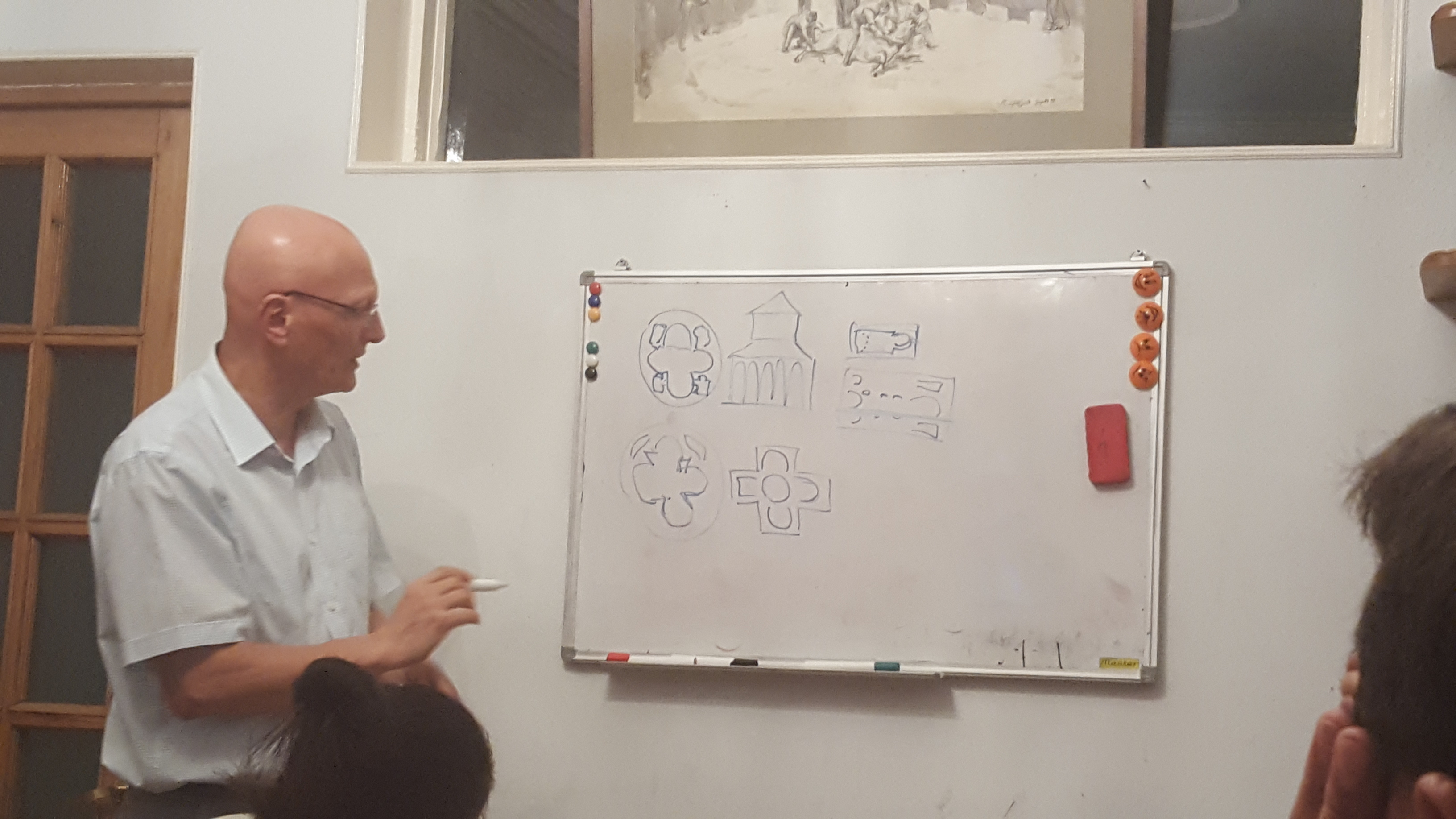

سامول کاراپتیان (ارمنی: Սամվել Գևորգի Կարապետյան زاده ۳۰ ژوئیهٔ ۱۹۶۱ – درگذشته ۲۷ فوریه ۲۰۲۰) یک تاریخ‌نگار، پژوهشگر، مؤلف و متخصص معماری قرون وسطایی اهل ارمنستان بود که به مطالعه بناهای یادبود تاریخی ارمنستان، ناگورنو قره‌باغ و سایر مناطق قفقاز جنوبی در دوره قرون وسطی می‌پرداخت. وی در سال ۲۰۰۷ برنده جایزه علوم انسانی ریاست جمهوری ارمنستان به خاطر آثارش در زمینه ادبیات شد.

## تالیفات
- (ارمنی ) Բուն Աղվանքի հայերեն վիմագրերը (Armenian Lapidary Inscriptions in Caucasian Albania Proper). ایروان: انتشارات گیتوتیون، ۱۹۹۷.
- (ارمنی ) Վրաց Պետական Քաղաքականությունը և հայ մշակույթի հուշարձանները, 1988-1998 (Georgian State Policy and Historical Armenian Monuments, ۱۹۸۸–۱۹۹۸). ایروان: انتشارات گیتوتیون، ۱۹۹۸.
- Armenian Cultural Monuments in the Region of Karabakh. Trans. Anahit Martirossian. ایروان: انتشارات گیتوتیون، ۲۰۰۱.
- (ارمنی ) Ջավախքի Պատմական Հուշարձանները (The Historical Monuments of جاواختی). Yerevan: انتشارات گیتوتیون، ۲۰۰۱.
- (ارمنی )Կովկասյան թանգարանի Հայկական հավաքածուն (The Armenian Collection of the Caucasian Museum). Yerevan: انتشارات گیتوتیون، ۲۰۰۴.
- (ارمنی ) Հյուսիսային Արցախ (Northern Artsakh). ایروان: انتشارات گیتوتیون، ۲۰۰۴.
- (ارمنی ) Հայերը Կախեթում (The Armenians of کاختی). ایروان: انتشارات گیتوتیون، ۲۰۰۴.